# En Davar
"En Davar" (alfabeto hebraico: אין דבר, (tradução portuguesa: "Não faz mal") foi a canção israelita no Festival Eurovisão da Canção 2001 que teve lugar em Copenhaga, em 12 de maio desse ano. A canção foi interpretada em hebraico por Tal Sondak. Foi a quinta canção a ser interpretada na noite do festival, a seguir à canção da Noruega "On My Own, interpretada por Haldor Lægreid e antes da canção da Rússia "Lady Alpine Blue", cantada por Mumiy Troll. A canção de Israel terminou em 16.º lugar, tendo recebido um total de 25 pontos. No ano seguinte, em 2002, Israel fez-se representar por Sarit Hadad que interpretou o tema  "Nadlik Beyakhad Ner (Light A Candle)".

## Autores
- Letrista: Shimrit Orr
- Compositor: Yair Klinger

## Letra
A canção é uma balada, com Sondak cantando que as palavras de sua canção vevem lavar seus problemas dos problemas com a sua amante-

## Outras versões
- versão alternativa (hebraico) [3:00]
- versão demo (Hebraico) [3:00]